# Gerard Tsutakawa
Gerard "Gerry" Tsutakawa es un escultor estadounidense de la costa del Pacífico, nacido el año 1947. Es hijo del artista George Tsutakawa (en:) , de quien fue aprendiz en su estudio durante 20 años. Gerry creó su primer trabajo propio por encargo en 1976. En el mismo estudio donde trabajaba su padre, él sigue diseñando y fabricando piezas, desde pequeños bronces de estudio a grandes fuentes de arte público y esculturas.